# ウルヴァーハンプトン
ウルヴァーハンプトン（Wolverhampton、イギリス英語発音：[ˌwulvərˈhæmptən]）は、イギリスのイングランド中部ウェスト・ミッドランズ州の都市である。
歴史的にはスタッフォードシャーの一部であったが、1974年よりウェスト・ミッドランズの一部となった。市名は985年に街を設立した"Lady Wulfrum"にちなんでいると、一般的に認識されている。シティは当初は羊毛貿易の拠点としての市場都市として発展した。産業革命時代およびその後、鉱山（石炭、石灰石、鉄鉱石）や、鉄鋼、漆、バイク、車などの産業の中心地であった。

## 出身人物
- アクトレス - 音楽プロデューサー
- キャトリン・モラン - 作家、ジャーナリスト
- ケリス・ブラウン - 柔道家
- ジャック・テイラー - サッカー審判
- ジャック・ローリー - サッカー選手
- スチュワート・バクスター - サッカー選手、サッカー監督
- ディーン・ティミンズ - フィギュアスケート選手
- ヒュー・ポーター - 自転車競技選手
- フランシス・バーバー - 女優
- リアム・ペイン - 歌手。ワン・ダイレクションのメンバー
- リチャード・アトウッド - レーシングドライバー

## 姉妹都市
- - クラーゲンフルト, オーストリア
- - スボティツァ, セルビア
- - バッファロー, アメリカ合衆国
- - ジャクソンビル, アメリカ合衆国
- - ジャランダル, インド
- - ヴェネチア, イタリア